# Critical Mass
Critical Mass är ett begrepp inom cykelkultur som syftar på fenomenet att cyklingen blir säkrare, ju fler cyklister som finns på vägen. Det används också som beteckning på cykling i grupp.

## Historia
Frasen ”Critical Mass”, kritisk massa, kommer ursprungligen från kärnfysik. I cykelvärlden användes frasen först i Ted Whites dokumentärfilm ”Return of the Scorcher” från 1992. I filmen beskrivs hur kinesiska cyklister tvingats stanna när de skulle korsa stora bilvägar. När tillräckligt många cyklister samlats vid korsningen, kunde cyklisterna ta sig genom korsningen i flock. Detta kallade White för kritisk massa.

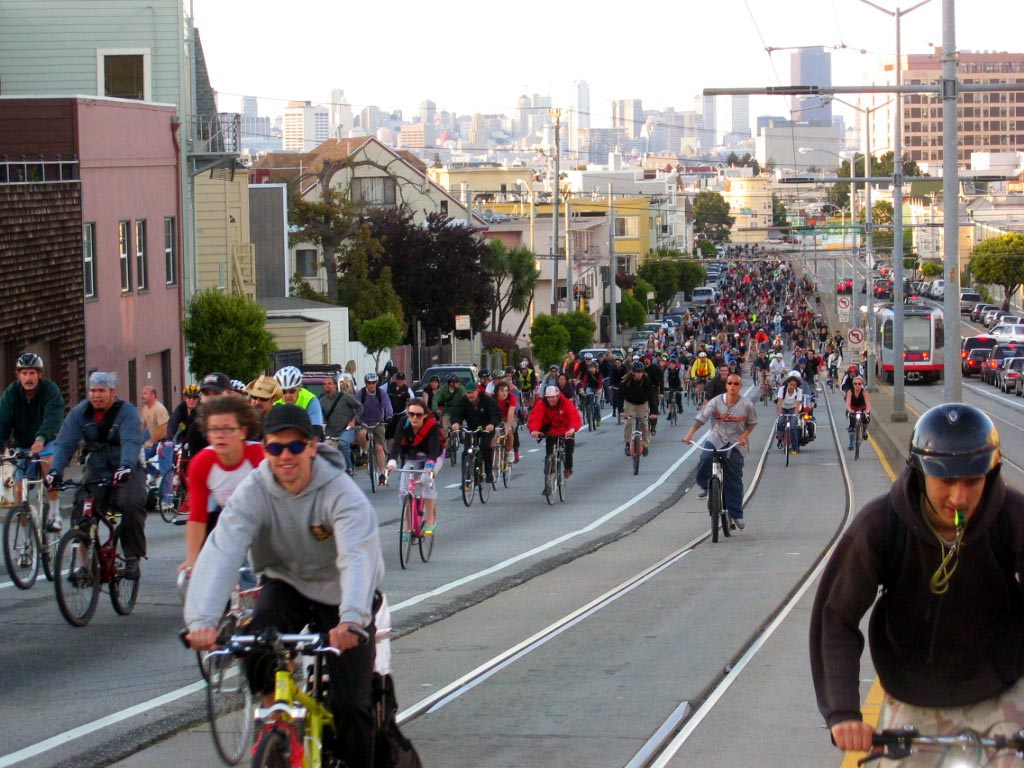
Critical Mass, San Francisco, 29 april 2005

I början av 1970-talet ägde Critical Mass-liknande cykelturer rum i Stockholm, Sverige, men den första turen inom den nuvarande vågen anordnades fredagen den 25 september 1992 i San Francisco. Evenemanget kallades Commute Clot och bestod av ett par dussin cyklister som lockats dit av flygblad som delats ut på Market Street.
När några av cyklister som deltagit i Commute Clot kort därefter såg ”Return of the Scorcher” döptes evenemanget om till Critical Mass. Inom ett år var det 500 som träffades varje månad för att fira cyklandets frihet. 1994 hade Critical Mass korsat Atlanten och etablerat sig i London.
I Stockholm samlades cykelfestivalen VeloSthlm08 den 5-7 september 2008, där även namnet Critical Mass användes. Då fanns redan sedan några månader den Facebook-grupp där evenemangen i Stockholm samordnas.

## Folkrörelse
Ungefär 350 städer i världen har haft Critical Mass-turer, och i 100 städer sker en Critical Mass månadsvis. Den största Critical Mass skedde 2006 i Budapest då 30 000 cyklister höll sällskap på den internationella bilfria dagen.
Critical Mass har inga organisatörer, det finns ingen grupp som ligger bakom fenomenet. Det är bara enskilda cyklister som har tröttnat på trafikförhållandet i städerna som sprider budskapet och träffar andra som delar samma inställning. 
Critical Mass är en del av en folkrörelse som förespråkar cykling som det stadsvänliga alternativet till massbilism. Rörelsen som helhet kallas ibland för "the pleasant revolution" eller "velorution".

## Konflikter
2011 skadades minst 16 personer under ett Critical Mass-evenemang i Porto Alegre i Brasilien, när en bil plöjde rakt igenom en grupp cyklister.